# Religión
Religión suele definirse como un sistema cultural de determinados comportamientos, prácticas, cosmovisiones, éticas, morales, textos, lugares sagrados, profecías u organizaciones que relacionan la humanidad a elementos sobrenaturales, trascendentales, místicos  o espirituales. Aunque no existe un consenso académico sobre qué constituye exactamente una religión, Bernard Lonergan se aproxima a la religión como un conjunto de experiencias, significados, convicciones, creencias y expresiones de un grupo, a través de las cuales sus participantes responden a sus dialécticas de autotrascendencia y relación con la divinidad.
Muchas religiones pueden haber organizado comportamientos, clero, una definición de lo que constituye la adhesión o pertenencia, lugares santos y escrituras.
La práctica de una religión puede incluir rituales, sermones, conmemoración o veneración (a una deidad, dioses o diosas), sacrificios, peregrinaciones, procesiones, festivales, festines, trance, iniciaciones, oficios funerarios, oficios matrimoniales, meditación, oración, música, arte, danza, servicio comunitario u otros aspectos de la cultura humana.
Muchas religiones tienen narrativas, símbolos e historias sagradas que pretenden explicar el sentido de la vida o explicar el origen de la vida o el universo. A partir de estas creencias sobre el cosmos y la naturaleza humana, las personas pueden derivar una moral, ética o leyes religiosas o un estilo de vida.
En promedio, las mujeres de algunos países como Estados Unidos reportan ser «más religiosas» que los hombres. No obstante, estudios al respecto no han observado esta tendencia fuera del ámbito de la religión cristiana. Algunas personas siguen múltiples religiones o varios principios religiosos al mismo tiempo, independientemente de si la tradición de los principios religiosos que siguen permite el sincretismo o no.

## Etimología
La etimología del término «religión» ha sido debatida durante siglos debido a las dos interpretaciones que se han sostenido que además de ofrecer una propuesta acerca del origen de la palabra, subrayan alguna actitud religiosa.
Antes de ser usada con un sentido relacionado con las divinidades, el término «religión» o «religioso» era utilizado para expresar un temor o un escrúpulo supersticioso. Así consta en textos de Julio César (De Bello Gallico VI 36) y Tito Livio (Historia de Roma desde su fundación IV 30).
La primera interpretación relacionada con el culto es la del orador latino Cicerón que en su obra De natura deorum ofrece la siguiente etimología: «Quienes se interesan en todas las cosas relacionadas con el culto, las retoman atentamente y como que las releen, son llamados «religiosos» a partir de la relectura». Esta etimología —filológicamente más correcta— subraya la fidelidad a los deberes que la persona religiosa contrae con la divinidad y por tanto está más relacionada con la justicia.
La otra etimología propuesta por Lactancio hace derivar la palabra «religión» del verbo latino religare: «atados,ligados por un vínculo de piedad a Dios estamos “religados”, de donde el mismo término “religión” tiene su origen, no —como fue propuesto por Cicerón— a partir de “releyendo”». Este segundo sentido resalta la relación de dependencia que «religa» al hombre con las potencias superiores de las cuales él se puede llegar a sentir dependiente y que le lleva a tributarles actos de culto.
En su ensayo Del imperio romano, José Ortega y Gasset escribe «Cuando el hombre cree en algo, cuando algo le es incuestionable realidad, se hace religioso de ello. Religio no viene, como suele decirse, de religare, de estar atado el hombre a Dios. Como tantas veces, es el adjetivo quien nos conserva la significación original del sustantivo, y religiosus quería decir ‘escrupuloso’; por tanto, el que no se comporta a la ligera, sino cuidadosamente. Lo contrario de religión es negligencia, descuido, desentenderse, abandonarse. Frente a relego está nec-lego; religente (religiosus) se opone a negligente».

## Definiciones y controversias

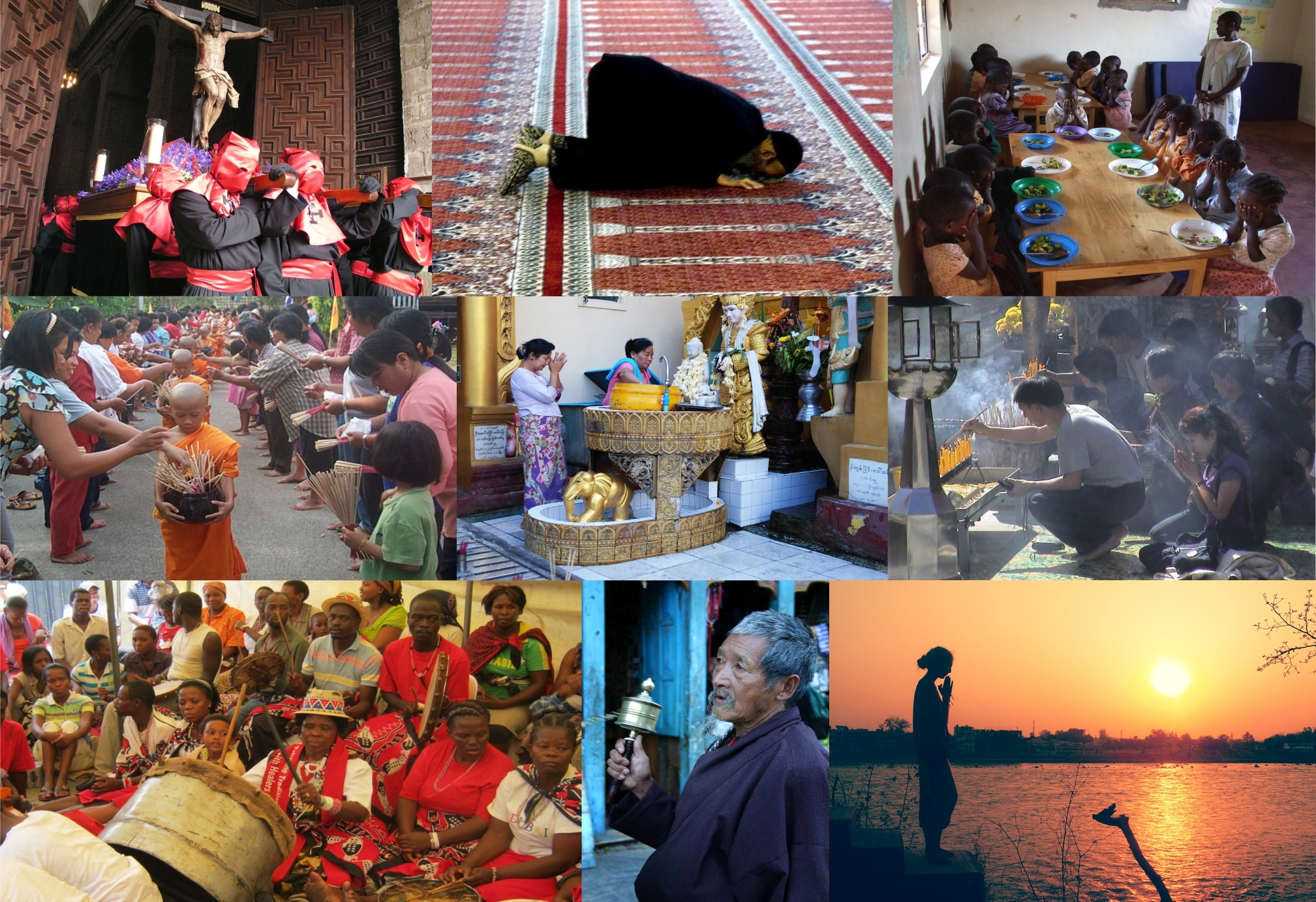
Actividades religiosas alrededor del mundo.

Desde el establecimiento del concepto, definir qué es religión (del latín religare o re-legere) ha sido y es motivo de controversia entre especialistas y practicantes. Por ejemplo, según el sociólogo G. Lenski, es «un sistema compartido de creencias y prácticas asociadas, que se articulan en torno a la naturaleza de las fuerzas que configuran el destino de los seres humanos». Por su parte, el antropólogo Clifford Geertz propone una definición alternativa: «La religión es un sistema de símbolos que obra para establecer vigorosos, penetrantes y duraderos estados anímicos y motivaciones en los hombres, formulando concepciones de un orden general de existencia y revistiendo estas concepciones con una aureola de efectividad tal que los estados anímicos y motivaciones parezcan de un realismo único».
Debido al amplio uso del término, resulta especialmente complejo ofrecer una definición exhaustiva de la religión o del fenómeno religioso. Sin embargo, se puede afirmar que como hecho antropológico engloba, entre otros, los siguientes elementos: tradiciones, culturas ancestrales, instituciones, escrituras, historia, mitología, fe y credos, experiencias personales, interpersonales, místicas, ritos, liturgias, oraciones y otras. Para un estudio detallado es útil señalar que la religión es uno de los objetos de estudio centrales de la teología y en ello Bernard Lonergan señala ocho especializaciones funcionales constitutivas que generan un marco amplio de análisis: 1) la investigación de datos, 2) la interpretación, 3) la historia, 4) la dialéctica, 5) la explicitación de fundamentos, 6) el establecimiento de doctrinas, 7) la sistematización y 8) la comunicación. Por ejemplo, el debate religioso ganará efectividad al centrarse en un tema puntual, como interpretar críticamente el mismo texto o comparar fundamentos interreligiosos, pero difícilmente avanzará al mezclar los ocho elementos sin método alguno.
Más aún, las contradicciones son a veces solo aparentes. Uno de los elementos de debate puede rastrearse al observar que la palabra «religión» en ocasiones se usa como sinónimo de «religión organizada»,  «organización religiosa», o "jerarquía religiosa" es decir, grupos de personas que respaldan el ejercicio o la actividad de ciertas creencias y ceremonias, frecuentemente bajo la forma de entidades legales. Es decir, el debate puede explicarse del siguiente modo: mientras los teístas suelen argumentar sobre los méritos de la autotrascendencia humana o la naturaleza de la divinidad, los no-teístas critican los efectos nocivos de una jerarquía religiosa que favorece la decadencia de un colectivo. Bajo una óptica dialéctica, es razonable notar elementos de razón en ambos argumentos.
Para elaborar sobre el origen del debate anterior, es útil seguir el análisis de especialización funcional, estratificación y jerarquía propuesto por Niklas Luhmann, donde las diversas actividades al interior de los colectivos ganan naturalmente detalle, prioridad y subordinación conforme los grupos se desarrollan. Así, diversas experiencias, significados, convicciones y expresiones son atendidas primero los individuos más capaces, para después generar roles religiosos y eventualmente jerarquías entre individuos. Puede así entenderse que con tiempo las jerarquías religiosas suelen subordinar el interés colectivo al propio, auto afirmar su autoridad y establecer marcos normativos que les beneficien, consolidando la clausura operativa de un grupo, descrita también por Luhmann. Sin embargo ese mismo hecho, activa la imposibilidad futura del acoplamiento estructural del sistema religioso con su entorno, iniciando un proceso de decadencia. 
Es decir, el método de otras ciencias enriquece el debate religioso. Diversas ciencias humanas se han interesado por el fenómeno religioso desde sus respectivos puntos de vista como por ejemplo la antropología, la sociología, la psicología y la historia de las religiones. Por otro lado, disciplinas como la fenomenología de la religión estudian específicamente sus manifestaciones intentando dar con una definición exhaustiva del fenómeno y mostrar su relación con la índole propia del ser humano. En secciones subsecuentes se desarrollan más elementos para el análisis de la religión.
Filosóficamente, la religión puede ser un estilo de vida, un camino hacia la plenitud, una plenitud que inicia desde el mismo instante que se cobra conciencia de la misma.
En un sentido más amplio, también se utiliza para referirse a una obligación de conciencia que impele al cumplimiento de un deber.

## Enfoques del estudio de la religión

Algunos símbolos religiosos. Comenzando por arriba a la izquierda y siguiendo hacia la derecha:
cristianismo, judaísmo, hinduismo, bahaísmo,
islam, neopaganismo, taoísmo, sintoísmo,
budismo, sijismo, brahmanismo, jainismo,
ayyavazhi, wicca, templarios e iglesia nativa polaca.

La definición del amplio espectro de significados que refleja el concepto religión, en cuanto implica encontrar un elemento propio, distintivo y único, es una exigencia propia de las culturas occidentales,
ya que son estas las que desde una postura más teísta distinguen entre divinidad y el resto del mundo. Especialmente, desde la Ilustración se han elaborado muchas y variadas definiciones intentando recoger los aspectos propios del fenómeno religioso. Aquí se mencionarán los más significativos. Es obvio que las definiciones que parten de un Ser Supremo o lo dan por supuesto se han de rechazar, pues no se aplican a muchas religiones de Asia oriental o a los pueblos primitivos.
Una posibilidad es intentar una definición desde el punto de vista de las personas que practican la religión. Así encontramos propuestas como las de Friedrich Schleiermacher: «sentimiento de dependencia absoluta» que luego distingue este sentimiento de los tipos de dependencia relativa. William James subraya más bien «el carácter entusiasta de la adhesión» de los miembros de las religiones. Desde este punto de vista se pueden considerar elementos como los sentimientos, los factores experienciales, emotivos o intuitivos, pero siempre desde una perspectiva más bien individualista.
Con el estudio que las ciencias humanas (sociología y antropología cultural especialmente) han realizado de la religión, se ha logrado formular otro conjunto de definiciones que consideran este fenómeno en su ámbito social y cultural. La conocida definición del sociólogo francés Durkheim entra en este grupo: «Una religión es un sistema solidario de creencias y de prácticas relativas a las cosas sagradas. […] Toda sociedad posee todo lo necesario para suscitar en sus miembros la sensación de lo divino, simplemente a través del poder que ella ejerce sobre ellos».
Sin embargo, con la llegada de la fenomenología de la religión se intentó ir más allá de las formas que buscaban el núcleo propio del fenómeno en la sociedad o en los aspectos individuales. Y en ese ámbito se identificó como propio de la religión el hecho de la presencia o consciencia de lo sagrado. Rudolf Otto en su obra, Lo santo, publicada en 1917, indica como esencia de la consciencia religiosa el temor reverencial ante aquello que, siendo desconocido (mysterium), al mismo tiempo sobrecoge (tremendum) y atrae casi irresistiblemente (fascinans).
Sin embargo, estos elementos que Otto refiere como propios de la experiencia religiosa parecen estar ausentes en las religiones asiáticas. En Mircea Eliade se da una ampliación de la noción de «sagrado» que perfecciona la definición de Otto. Habla de espacios, cosas y tiempos sagrados en la medida en que estos se relacionan con simbolismos y rituales propios de las religiones. Así la religión es la configuración u organización de la existencia a partir de dimensiones profundas de la experiencia humana que relacionan al hombre con algo que se le presenta como último y trascendente. Tales dimensiones varían de acuerdo con las circunstancias y culturas.

### Laicismo religioso
A partir del siglo XVIII, con la irrupción del humanismo y el movimiento de los ilustrados en Europa, que se extenderá con rapidez a otras partes del mundo, se intenta separar la doctrina del Estado de la doctrina religiosa. Actualmente, estas ideas de separación de los poderes político y religioso todavía no ha concluido. En buena parte del planeta apenas ha empezado, y en los países occidentales, aunque observan la laicidad del Estado, todavía la religión puede actuar con una enorme influencia en sus legislaciones. Por ejemplo, en el caso de Estados Unidos, Polonia o Italia.
En los países asiáticos, la separación entre Estado y religión está más o menos implícita de cierto laicismo. China, Japón, Vietnam y otros países del sudeste asiático conllevan cierto laicismo estatal en su propia historia al ser países en donde coexisten distintas religiones. En el caso de Tailandia o Sri Lanka, con mayorías budistas en más de un 90 %, se mantienen debates sociales para afrontar el laicismo del Estado y diversos cambios legales.
En los países con mayorías musulmanas hay distintas aproximaciones a la laicidad del Estado. Países como Turquía o Siria son más laicos, mientras que otros como Irán o Arabia Saudí se definen como islámicos. El mundo islámico es variado y complejo, y existen movimientos tanto secularizadores como prorreligiosos.
Israel es un Estado laico, si bien se proyecta como religioso. India es un caso parecido, también es un país laico, aunque su organización social y legislación están muy influidas por la religión. En estos casos están influidos, en buena medida, por el componente étnico de sus religiones mayoritarias.

## Tipos de religiones
Existen diferentes clasificaciones de las religiones, según el criterio que se elija, por ejemplo:

### Por concepción teológica
- Teísmo: es la creencia en una o más deidades. Dentro del teísmo cabe distinguir entre:
  - Monoteístas: aquellas religiones que afirman la existencia de un solo dios, que a menudo es el creador del universo. Las religiones monoteístas más numerosas son el cristianismo, islam y sijismo; seguidas por el judaísmo, bahaísmo noajísmo y el zoroastrismo[29][30][31][32]
  - Politeístas: creen en la existencia de diversos dioses organizados en una jerarquía o panteón, como ocurre en el hinduismo, el shinto japonés, o las antiguas religiones de la humanidad como la griega, la romana o la egipcia. Pueden ser incluidas creencias a veces calificadas como animistas como el vudú del oeste de África, que contempla espíritus existentes en los elementos de la naturaleza pero también diversas deidades. También cabe incluir aquí la mayoría de corrientes del neopaganismo moderno.
    - Henoteístas: el orientalista alemán Max Müller acuñó este término en el siglo XIX para referirse a la creencia en un solo dios en la que se admiten otras deidades, como sucedía en la antigua religión egipcia especialmente con Akenatón. Aunque ya en la época de Muller resultó un término problemático,[33] quedó con el tiempo incluido académicante dentro de politeísmo, panteísmo, etc., dependiendo del caso histórico. Actualmente, algunas sectas y cultos neopaganos han resucitado el término[34]

  - Dualistas: aquellas religiones que suponen la existencia de dos principios o divinidades opuestos y enfrentados entre sí, aunque solo uno de ellos suele ser merecedor de veneración por sus fieles, mientras que el otro es considerado demoníaco o destructivo. Cabe incluir en esta categoría el maniqueísmo y el catarismo.
- No teístas: Hay religiones como el budismo y el taoísmo que no aceptan o no reconocen la existencia de dioses absolutos o creadores universales, o bien les otorgan funciones menores o muy específicas (como, por ejemplo, la creencia taoísta en el emperador de Jade). En ocasiones, estas deidades son vistas como recursos metafóricos utilizados para referirse a fenómenos naturales o a estados de la mente.
- Panteísmo: es la creencia de que el universo, la naturaleza y Dios son equivalentes.
- Panenteísmo: es la creencia de que Dios es a la vez inmanente y trascendente al universo o, en otras palabras, que Dios engloba el universo pero no se limita a él.

### Por revelación
Otra división que se utiliza consiste en hablar de religiones reveladas o no reveladas.
- Las religiones reveladas se fundamentan en una verdad revelada de carácter sobrenatural desde una deidad o ámbito trascendente y que indica a menudo cuáles son los dogmas en los que se debe creer y las normas y ritos que se deben seguir.
- Las religiones no reveladas no definen su origen según un mensaje dado por deidades o mensajeros de ellas, aunque pueden contener sistemas elaborados de organización de deidades reconociendo la existencia de estas deidades y espíritus en las manifestaciones de la naturaleza.

### Por origen
Otra clasificación de las religiones es por origen o familia. Las religiones se agrupan en troncos de donde derivan, por ejemplo:
Usualmente se acepta que las principales familias de religiones son las siguientes:
- Familia de religiones abrahámicas o semíticas.
- Familia de religiones dhármicas o índicas.
- Familia de religiones indoeuropeas
- Familia de religiones iranias.
- Familia de religiones neopaganas.
- Familia de religiones tradicionales africanas.
- Familia de religiones tradicionales nativo americanas.

### Sectas o nuevos movimientos religiosos
Algunas religiones de reciente creación tienen un estatus complejo, ya que no son reconocidas como religiones de manera universal. Según la antropología y la sociología, una secta o nuevo movimiento religioso es un grupo de personas con afinidades comunes: culturales, religiosas, políticas, esotéricas, etc. Habitualmente es un término peyorativo, frente al cual ha surgido el eufemismo «nuevos movimientos religiosos».
Aunque el vocablo «secta» esté relacionado con grupos que posean una misma afinidad, con el paso de los años ha adquirido una connotación relacionada con grupos de carácter religioso, a los que se califica como «secta destructiva». Estos grupos pueden tener un historial judicial en uno o varios países, por manipulación mental o por ser grupos de carácter destructivo. En algunos países, algunas de estas no están reconocidas o autorizadas. A menudo una secta está centrada en el culto personal al profeta o líder del grupo. La palabra secta se ha concebido derivada, principalmente, del latín sequi, ‘seguir’.

## Lista de religiones
Lista de las principales religiones actualmente practicadas en el mundo, por orden alfabético.
- Bahaísmo: fundado por Bahá'u'lláh (1817-1892), considerado por sus creyentes como el prometido de todas las religiones. Su enseñanza central es la unidad de la humanidad.
- Budismo: fundado por Buda en el siglo V a. C. Actualmente extendida por todo el mundo a excepción de la mayoría de los países africanos.
  - Majaiana: movimiento de reforma surgido en el siglo I. Es el más numeroso actualmente. Asentado originalmente en China, Japón y el Sudeste asiático.
  - Theravada: rama más antigua del budismo surgida alrededor de la primera compilación budista escrita. Asentado originalmente en India y el Sudeste Asiático
  - Vashraiana: parte del mahayana pero definido propiamente por su influencia del tantrismo hinduista. Asentado originalmente en la región de los Himalayas, Kalmukia, Japón y Mongolia.
- Confucianismo: sistema ético y moral que rige la sociedad china. No es propiamente una religión, si bien esta denominación es discutida.
- Cristianismo: centrado en la figura de Jesús de Nazaret (siglo I) y sigue las enseñanzas de la Biblia. Presente en casi todo el mundo, excepto el norte de África y gran parte de Asia (presente en Rusia, antiguos países soviéticos asiáticos y Filipinas).
  - Iglesia católica: iglesia proveniente del cristianismo en la Europa Occidental.
América: principalmente en América Latina y Canadá.
Buena parte de Europa suroccidental, además de Hungría, Irlanda, Croacia, Eslovaquia, Polonia y Lituania.
Asia: Filipinas, Timor, Corea del Sur[cita requerida] y Líbano.
África: Uganda, Burundi, Cabo Verde, Angola, República del Congo, República Democrática del Congo, Gabón, Camerún, Ruanda, Seychelles, Santo Tomé y Príncipe y Guinea Ecuatorial.
Oceanía: Islas Marianas, Kiribati y Palaos.
  - Iglesia veterocatólica: originada dentro de la Iglesia católica, se separó de la misma al rechazar el dogma de la infalibilidad papal (promulgado en 1870 por el papa Pío IX).
  - Iglesia copta: iglesia proveniente del cristianismo en África. Su origen radica en el Patriarcado de Alejandría, que se separó del resto del cristianismo en el año 457. Se trata de los cristianos nativos de Egipto (coptos), de teología no calcedoniana. Principalmente en Egipto, Etiopía y Eritrea.
  - Iglesia ortodoxa: iglesia proveniente del cristianismo en Europa Oriental y Asia Menor. Está presente principalmente en Rusia, Grecia y buena parte de la Europa del Este (excepto Albania, Croacia, Hungría, Eslovaquia y Polonia), además de Georgia, Kazajistán y Chipre en Asia. Actualmente se ha expandido alrededor del mundo principalmente gracias a emigrantes de esos territorios.
  - Mormonismo: fundado en 1830 por Joseph Smith. Su nombre oficial es: «La Iglesia de Jesucristo de los Santos de los Últimos Días».
  - Iglesia anglicana: surgida por la escisión creada por Enrique VIII (1491-1547) de la Iglesia católica. Reclama también su catolicidad y se considera y como una «vía media» entre catolicismo y protestantismo. Es la religión predominante en Inglaterra, Nigeria y Australia.
    - Iglesia Episcopal: derivada de la Iglesia anglicana y con presencia en Estados Unidos.

  - Protestantismo: conjunto de iglesias cristianas aparecidas desde el siglo XVI tras la reforma de Martín Lutero y escindidas de la Iglesia Católica. Actualmente es la religión mayoritaria en el norte de Europa. Estados Unidos, Bahamas, Antigua y Barbuda, Jamaica, Barbados y San Vicente y las Granadinas en América. Nigeria, Lesoto, Botsuana, Namibia, Kenia, Suazilandia y Sudáfrica en África. Australia, Nueva Zelanda, Fiyi, Micronesia, Papúa Nueva Guinea, Tonga y Tuvalu en Oceanía.
    - Luteranismo: fundado por Martín Lutero (1483-1546) rechazando la autoridad del papa católico. Es la religión predominante en Alemania, Suecia, Finlandia, Noruega, Estonia, Dinamarca, Letonia e Islandia.
    - Calvinistas: profesan la doctrina de Juan Calvino (1509-1564). Actualmente agrupa a numerosas iglesias protestantes reformadas de Suiza, Francia, Países Bajos, Australia y los Estados Unidos Predominan en Escocia.
    - Baptista: surgida en el siglo XVII desde el protestantismo.
    - Metodismo: movimiento surgido desde el protestantismo en Gran Bretaña, en el siglo XVIII. Extendido por Estados Unidos.
    - Pentecostalismo: movimiento impulsado en 1901 por Charles Fox Parham, predicador metodista de Estados Unidos.
    - Cuáqueros: movimiento protestante fundado en el siglo XVII en Inglaterra, rechaza la jerarquización del protestantismo y se centra en la «luz interior» o chispa divina en cada ser humano.
    - Unitarios: nace a partir del pensamiento desarrollado principalmente por Miguel Servet y Fausto Socino en el siglo XVI, niega la Santísima Trinidad y afirma el uso de la razón en la religión.
    - Universalistas: surge del metodismo inglés aunque arraiga principalmente en Estados Unidos, afirma la salvación universal y la inexistencia del infierno.
    - Iglesia Unificada de Cristo: formada en 1957, agrupa a iglesias reformadas, evangélicas y congregacionales de Estados Unidos.

  - Iglesias adventistas o derivadas del adventismo: familia de iglesias de carácter conservador o literalista, la mayoría originadas en Estados Unidos, que esperan un inminente retorno de Cristo.
    - Davidianos: fundada en el siglo XX.
    - Tabernáculo Bíblico Bautista: fundada en el 1977.Por el Pastor Edgard López Bertrand
    - Cristadelfianos: fundada en 1844, son evangélicos de teología unitarista.
    - Conferencia General de Dios: fundada en 1921.
    - Iglesia Adventista del Séptimo Día: fundada en 1863.
    - Iglesia de Dios y los Santos de Cristo: fundada en 1896.
    - Adventistas del Séptimo Día: fundada en 1845.

  - Testigos de Jehová: fundada por Charles Taze Russell en 1870 y conocidos como «los estudiantes de la Biblia» hasta 1931. Presentes en 239 países, según sus datos a septiembre del 2021[35]
- Espiritismo: fundado en Francia en 1857. Basado en los libros del escritor francés Allan Kardec. La trinidad griega y la distribución de los tres reinos de la Tierra: Zeus Dios (el Cielo), Poseidón (Mares y océanos) y Hades (Inframundo). Los theos (dioses menores) son los hijos de esta trinidad.

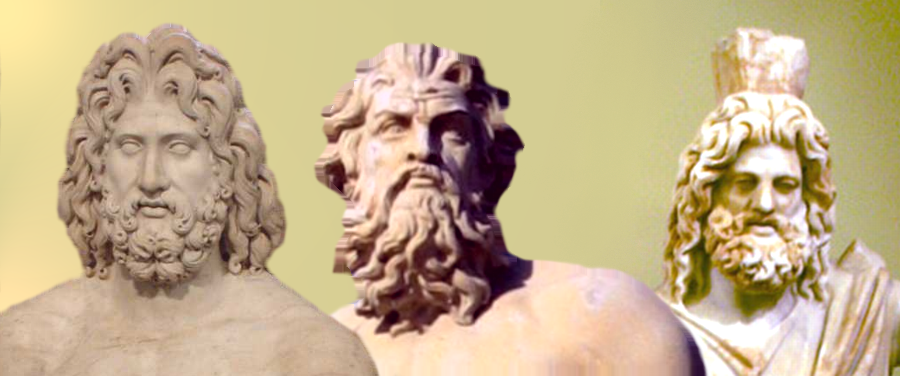
La trinidad griega y la distribución de los tres reinos de la Tierra: Zeus Dios (el Cielo), Poseidón (Mares y océanos) y Hades (Inframundo). Los theos (dioses menores) son los hijos de esta trinidad.

- Helenismo: religión de la Antigua Grecia, con origen alrededor del año 3500 a. C.,[36] es una de las religiones más antiguas. Desde abril de 2017 es legal y oficialmente reconocida por Grecia. Consiste en un sistema politeísta (creencia de múltiples dioses), basada  en el conjunto de teología y mitología griega, siendo la Teogonía (700 a. C.) uno de los libros donde se ha plasmado una parte de ella. Su culto se extiende a Europa y América.
- Hinduismo: originada en la India. Agrupa distintas creencias alrededor de las Escrituras hinduistas (aprox. de fines del I milenio a. C.).
  - Advaita Vedanta: basada en la doctrina vedanta y el prasthana trayi (tres textos canónicos de las doctrinas hinduistas).
  - Krisnaísmo: se centra en el dios Krisná.
  - Shivaísmo: se centra en el dios Shivá; sus seguidores se llaman shivaístas. El texto más antiguo es del siglo V a. C. aprox.
  - Visnuismo: se centra en el dios Visnú.
- Indígenas: religiones practicadas por grupos y sociedades tribales y clánicas de todo el mundo. Tribales de África, América, Asia, Oceanía y Europa: lapones, esquimales, aborígenes, maoríes, shinto japoneses, son de carácter mágico, chamánico y animista.
  - Africanas: agrupan multitud de creencias transmitidas oralmente.
    - Yoruba (yorubá): de ella se derivan multitud de sincretismos en toda América.
      - Vudú: originada en África Occidental y asentada en el Caribe y sur de Estados Unidos.
      - Santería: originada desde un sincretismo entre el animismo y las creencias cristianas.
      - Candomblé: de origen totémico, es un sincretismo de religiones afrobrasileñas.
      - Kimbanda: originada en Brasil por el sincretismo del cristianismo con religiones africanas y creencias cristianas.
      - Umbanda: originada desde un sincretismo entre candomblé, el kardecismo espiritualista y las creencias cristianas.

  - Animismo.
  - Americanas: realizan un culto a la naturaleza y pueden utilizar plantas y elementos psicoactivos como el peyote.
    - Andinas: recogen elementos de la mitología incaica y de otras antiguas, realizando un sincretismo chamanista.
    - Mexicanas: recogen elementos de la mitología azteca y maya realizando un sincretismo chamanista.
    - Araucana: creencias y prácticas religiosas que son propias de la cultura del pueblo mapuche.

  - Asiáticas: que incluyen los cultos animistas y chamánicos de:
    - Bön: religión tradicional de Tíbet.
    - Chamanismo: extendido por toda Asia en poblaciones tribales.
    - Chondogyo: de Corea.
    - La religión tradicional china.

  - Australianas: practicadas por los aborígenes de Australia, suelen usar la interpretación de sueños.
  - Brujería.
  - Chamanismo.
  - Fetichismo.
  - Totemismo.
- Islam: basado en las enseñanzas del Corán, escrito por el profeta Mahoma a principios del siglo VII.
  - Ahmadia: fundada por Mirza Ghulam Ahmad, creen que Jesús no murió en la cruz y predico en la India, asimismo creen que Mahoma fue el profeta más importante del Islam pero el último es Ahmad.
  - Chiismo: siguen el Ahl al-Bayt o autoridad de los descendientes de Mahoma. Fue establecida por los descendientes de Mahoma. Es la segunda afiliación más grande al islamismo, después del sunismo.
  - Jariyismo: la tercera rama del Islam, mayoritaria en Omán.
  - Sunismo: a diferencia de los chiíes, los suníes aceptan el califato de Abu Bakr (573-634). Es la rama más grande del islamismo.
  - Sufismo: el sufismo no es propiamente una rama del islamismo, sino una tradición mística que aparece tanto con seguidores chiíes como suníes.

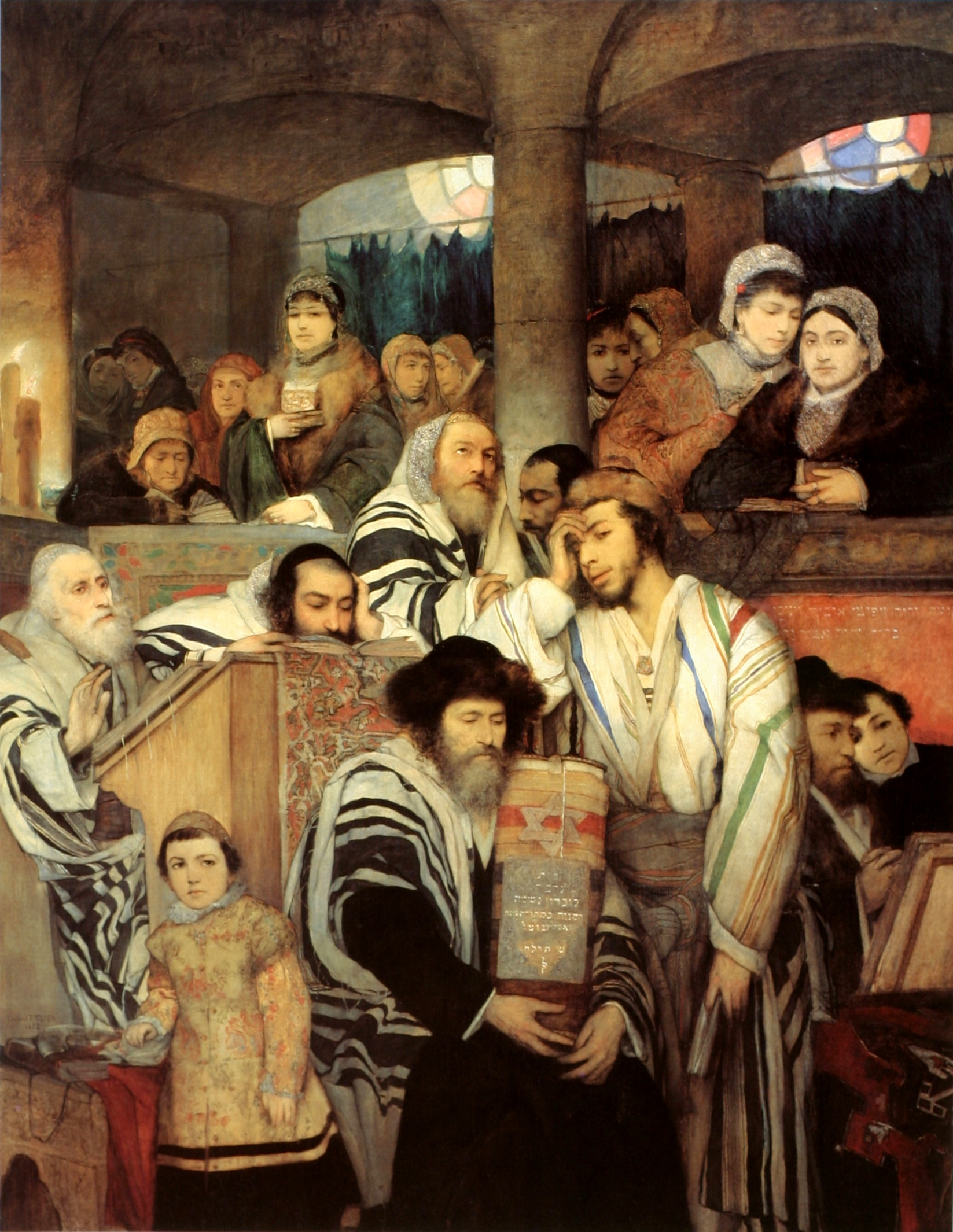
Judíos orando en la sinagoga en Yom Kipur. Óleo sobre tela del pintor Adolph Gottlieb.

- Judaísmo: basado en las enseñanzas de la Torá (el actual Antiguo testamento) y el Talmud. Principalmente en Israel, pero después de la diáspora están extendidos en el mundo.
  - Conservador: llamado maserti. Señalan la importancia del movimiento sionista en el judaísmo.
  - Ortodoxo: llamado haredi. Es la línea teológica más conservadora del judaísmo.
  - Reformista: línea reformista y liberal dentro del judaísmo
  - Secular: el judaísmo secular es aquel que se ve independiente de organizaciones.
  - Caraísmo
- Mandeísmo: una religión muy antigua que parece ser descendiente del antiguo gnosticismo y rinde culto a Juan el Bautista. Probablemente son los sabeos mencionados en el Corán. Cuenta con 38.000 seguidores, casi todos en Irak.
- Neopaganismo: se refiere a todos los movimientos religiosos que reconstruyen antiguas creencias del paganismo, principalmente del europeo. Sus principales ramas son:
  - Asatrú: neopaganismo fundamentado en las creencias de los antiguos pueblos nórdicos y germanos.
  - Celtismo: neopaganismo celta.
  - Dievturība: neopaganismo báltico en Letonia.
  - Etenismo: neopaganismo germano.
  - Iglesia del Pueblo Guanche: neopaganismo canario.
  - Kemetismo: neopaganismo egipcio. Nueva secta neopagano de afroamericanos, hacen uso del término en Estados Unidos. Algunas de estas sectas tienen carácter destructivo.[34] Kemet significa 'negro' predicando así diversos grados de supremacía negra.
  - Neodruidismo: neopaganismo druida.
  - Orfismo: neopaganismo griego que centra su culto en la vida de Orfeo y en las deidades ctónicas, tales como Nix, Erebo, y Perséfone.
  - Pitagorismo: neopaganismo griego que sigue las enseñanzas de Pitágoras.
  - Romuva: neopaganismo báltico en Lituania.
  - Streghería: ‘brujería’ ritual italiana (strega significa ‘bruja’).
  - Wicca: religión neopagana que retoma las tradiciones de la antigua religión de la brujería.
- Noajísmo: Su concepto matriz proviene del Talmud y la Torá, principalmente se dedican a observar las 7 leyes universales.
- Parodias religiosas: religiones que se forman normalmente para impulsar una agenda política, artística o social y que buscan parodizar las religiones tradicionales o aprovechar el estatus de religión para dar un mensaje político o acceder a algún portillo legal. 
  - Discordianismo
  - Dudeism, religión paródica que gira en torno al personaje principal de la película El gran Lebowski.
  - Jediismo, religión paródica basada en la Fuerza de la saga Star Wars.
  - Kopimismo: es una religión misionera moderna, fundada en Suecia en el año 2011 y oficialmente extendida en muchos países, que tiene como dogma el copiar, difundir y discutir sobre todo el conocimiento, información y todas las creaciones humanas es sagrado y ningún individuo, grupo o gobierno tiene la potestad de impedir esos actos.
  - Iglesia maradoniana
  - Pastafarismo: religión paródica creada para ridiculizar el creacionismo cristiano.
  - Unicornio rosa invisible
- Rastafarismo: rama surgida de la Iglesia Copta que considera a Haile Selassie (emperador de Etiopía) un enviado de Dios para la liberación de África.
- Satanismo: creencias religiosas asociadas con la admiración, veneración o culto a Satanás ya sea como una deidad real (satanismo teísta), o como un «principio vital precristiano» o un símbolo de valores deseables abordado incluso desde una perspectiva atea.[37][38]
  - Iglesia de Satán: fundada por Anton Szandor LaVey en 1966, y su creencias están basadas en la Biblia satánica, escrita por él mismo, utiliza a la figura de Satanás como un personaje simbólico.
  - Templo de Set, escisión de la Iglesia de Satán creada por Michael Aquino, pero a diferencia del satanismo laveyano sí cree en la existencia de Satán o Set como un ente real.
  - Primera Iglesia Satánica, fundada por la hija de LaVey, Karla LaVey siguiendo las enseñanzas ateístas de su padre.
  - Templo Satánico, con sede en Salem, Massachusetts basado en la filosofía atea laveyana pero más a la izquierda políticamente.
- Shinto: religión nativa de Japón, en su origen chamánica y animista. Es seguida por muchos japoneses.
- Sijismo: fundada por Gurú Nanak en el siglo XV en la región del Panyab (India).
- Samaritanismo: una rama disidente del judaísmo, muy antigua, con sede en Samaria (Israel), que es pretalmúdica y de hecho no reconoce al Talmud.
- Taoísmo: conjunto de enseñanzas filosóficas y religiosas originadas en China partir de Lao-Tse (Laozi) en el siglo VI a. C.
- Yaresanismo: una religión autóctona de Kurdistán preislámica similar al Yazidismo pero diferente a la misma en el hecho de qué no práctica la taqiyya, es decir, ocultar la fé cuándo la vida corre peligro.
- Yazidismo: una religión autóctona de Kurdistán de influencias islámicas y zoroástricas seguida por alrededor de 200.000 kurdos. Profesan culto a los ángeles y arcángeles de las religiones abrahámicas, dándoles una explicación propia.
- Yainismo: fundado en la India en el siglo VI a. C. por Majavira.
  - Digambara
  - Svetambara
- Zoroastrismo: de orígenes inciertos, aparece como religión alrededor del siglo V a. C. Sus enseñanzas se basan en el profeta y poeta Zoroastro del antiguo Imperio persa.

### No religioso
- Deísmo: es una corriente de la filosofía que admite, mediante el raciocinio y la experiencia, la existencia de Dios como creador del mundo natural. La doctrina, sin embargo, no acepta otros elementos característicos de las religiones en su relación con la divinidad, como la existencia de revelaciones o la práctica de cultos. Puede decirse, por lo tanto, que los deístas creen en Dios pero no en las prácticas y los dogmas religiosos. El deísmo reconoce que Dios ha creado el universo aunque no cree en su intervención posterior para orquestar su destino.
- Agnosticismo: la creencia de que la mayoría de las cosas son incognoscibles. En lo que respecta a la religión, generalmente se caracteriza por no creer ni no creer en una deidad.
- Ateísmo: la creencia de que no existen deidades de ningún tipo.

## Estudio de la religión
El estudio de la religión suele implicar numerosos campos de investigación, entre ellos:
- La religión comparada se ocupa del estudio comparativo de ideas, prácticas y demás elementos de las religiones.
- La teología: trata de la cuestión de Dios y de sus relaciones con el mundo, y puede estudiarse separada de cualquier religión determinada o bien referida a una de ellas en particular.
- La organología: en una religión en particular, trata de sus elementos, sus prácticas, su organización y su orden institucional.[cita requerida]
- La apologética se interesa en la defensa de una religión particular, contra posibles ataques o críticas.
- La psicología de la religión trata sobre los factores de la conducta humana, su mente y sus operaciones, tal como se manifiestan en la conducta religiosa. La psicología de la religión explica por qué un pueblo determinado prohija determinadas ideas religiosas, mediante el estudio de sus necesidades naturales, su ambiente y sus inclinaciones.
- La neuroteología estudia la correlación entre los fenómenos neuronales con las experiencias subjetivas de carácter espiritual.
- La filosofía de la religión la filosofía se ha ocupado de la religión en incontables ocasiones por su interés en el estudio de lo trascendente y su naturaleza así como su papel en la vida humana. En la segunda mitad del siglo pasado ha sido especialmente fructífera en cuanto a la religión por sus aportaciones en lógica y epistemología. Se ha explorado filosóficamente la experiencia religiosa, la fe y el discurso de las religiones[39]
- La historia de la religión: trata de descubrir la base cultural de las ideas y prácticas de una religión concreta. Historiadores son también los estudiosos de los libros sagrados de las religiones, unos ejercen la llamada «alta crítica», estudiando los manuscritos para comprobar la validez de sus reivindicaciones; otros se ocupan de la llamada «crítica fundamental» o «crítica textual» dedicándose a la búsqueda y examen de textos auténticos. Podrían citarse muchos campos de especialización: estudios de las empresas misioneras, evolución de las instituciones religiosas (historia de la iglesia, inquisición...), manifestaciones de arte (música sacra, arquitectura religiosa, etc), religiones primitivas, sociología de la religión y orígenes sociales.
- La religión apocalíptica: trata de estudiar los libros sagrados de las diferentes religiones, y encontrar su "apocalipsis" para estudiarlo, analizarlo, y encontrar los "secretos de Dios" para descubrirlos y encontrar el significado de los libros sagrados y su fin del mundo.

## Organología, organización de las religiones
A lo largo de la Historia, la práctica de la religión se ha organizado de diferentes maneras en sociedad. El hombre primitivo depositaba en el chamán (curandero) el conocimiento y explicaciones sobre asuntos religiosos. Esta figura todavía existe en pueblos indígenas de América, África y Oceanía.
Las primeras civilizaciones agrícolas, con el desarrollo de las ciudades, verán surgir la figura del sacerdote, que se erige como mediador entre la sociedad y las divinidades. Esta figura cobrará una importancia enorme en Egipto, Grecia, Roma y América precolombina. A menudo con una doble función de médico y guía espiritual, supone una evolución del antiguo guía-chamán de la tribus primitivas.
El monacato surge en religiones como el cristianismo, el budismo o el taoísmo. El monacato allí donde está presente, personifica un esfuerzo más intenso en un camino religioso, y supondrá el esfuerzo por reunir o proteger a los eremitas dispersos. En religiones como la hebrea o el islamismo, son las personas con una notable capacidad de interpretación de las escrituras sagradas las que ostentan el papel de guía de una comunidad de seguidores. Así, la figura del imán o del rabino están presentes en estas religiones.
En el entorno hinduista, la casta de los brahmanes es la encargada de aclarar los asuntos religiosos.

## Las ciencias humanas y la religión

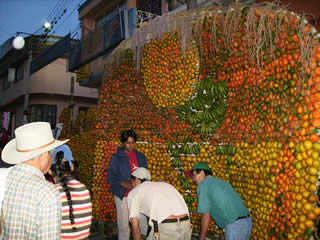
Celebración religiosa del Corpus Christi y Día del Campesino. Arcos de frutas hechos por campesinos en las calles de Anolaima. Los anolaymas son indígenas de la nación panche (en Colombia).

### Historia
En la Grecia Antigua, los filósofos ya intentaban explicar el origen de las creencias. Critias (filósofo y militar espartano, discípulo de Sócrates) pensaba que la religión (y el temor a los dioses) se determinó para imponer a cada uno el respeto a la sociedad: disciplina, moral, sentido del bien y del mal. Lucrecio en De rerum natura, emite la hipótesis de que los hombres inventaron a los dioses para explicar las maravillas y los misterios de la naturaleza: para explicar lo que no controlaban. Los antropólogos, psicólogos y sociólogos mantienen para la mayoría estas dos explicaciones.
Hasta el siglo XX, la perspectiva dominante sobre el origen de la experiencia religiosa la sitúa en el sentimiento de espanto o miedo ante lo desconocido o aquello que escapa a una explicación racional. Este punto de vista se hizo famoso por los trabajos de Rudolf Otto.
Más tarde, Mircea Eliade propone el término de hierofanía como percepción de lo sagrado, en donde el impulso o sentimiento religioso está caracterizado por un sentimiento de insuficiencia ante la explicación de la realidad que ofrecen los sentidos y la razón humanas. La idea de hierofanía que propone Eliade asienta una oposición entre lo sagrado y lo profano que desplaza la anterior entre razón y miedo irracional. Este enfoque será el germen de un nuevo tratamiento en los estudios sobre la religión, y posibilitará su expansión en las principales universidades de Europa
En las religiones más antiguas, algunos miembros de sociedades de cazadores-recolectores o agrícolas se aislaban, en un estado de privación sensorial para favorecer la aparición de visiones y sueños místicos.
A menudo diversos métodos o productos alucinógenos eran empleados, como activadores de estos procesos. Estas prácticas todavía existen en las diversas formas del chamanismo. Del mismo modo, inciensos y plantas especiales como el opio y el cornezuelo del centeno, con propiedades alucinógenas, se desarrollaron en los oráculos de Grecia, Egipto y Roma. Esta utilización de sustancias externas podemos encontrarla en la historia en el origen de muchas de las grandes religiones; como por ejemplo ocurre con los primeros desarrollos visionarios de los pueblos indoeuropeos hace más de 10.000 años, y que posteriormente se asentarían en el valle del Indo hace más de 4000 años.
En su evolución histórica, algunas religiones se irán sofisticando para observar nociones de pureza de cuerpo y espíritu que irán desterrando la alteración de la psique mediante sustancias externas. Las sustituirán los rituales, oraciones, y técnicas contemplativas que se convertirán en los facilitadores de la experiencia religiosa. Esta evolución, unida al triunfo o colapso de las diferentes civilizaciones que las acogen, y a la presión del medio social en el que se desenvuelven, explicarán en buena medida el futuro de las distintas religiones.

### Sociología y religión
La actitud de los primeros sociólogos ante la religión fue diversa a la de los filósofos de la Ilustración pues no consideraban este fenómeno como un momento pasajero lleno de supersticiones en la historia de la humanidad, sino como un aspecto casi imprescindible de la organización social. Así, Feuerbach en su obra La esencia del cristianismo trata la religión cristiana desde el punto de vista sociológico y afirma que se trata de una alienación de capacidades propiamente humanas. Se ocupa además de algunos aspectos de la religión como el dogma, la liturgia y la simbología. Por su parte, Alexis de Tocqueville, en La democracia en América, realiza un análisis del catolicismo y del protestantismo dentro de las sociedades democráticas y desde un punto de vista sociológico. A partir de estos primeros pasos de la sociología, otros autores de gran renombre como Max Weber, Émile Durkheim, Ferdinand Tönnies o Ernst Troeltsch dedicaron atentos estudios al fenómeno religioso dentro de la sociedad.
En el individuo, la religión existe como una tendencia que combina lo racional y lo irracional. A la hora de articularse, las religiones desarrollan doctrinas que intentan dar respuestas globales al individuo. Por este motivo, la mayoría de las grandes doctrinas religiosas han dado respuestas a preguntas relacionadas con la creación del universo, el propósito de la vida, la naturaleza humana, la definición de bien y mal, la moral, la escatología. Y del mismo modo elaboran diferentes códigos éticos, rituales y simbólicos. No obstante, toda religión intenta ofrecer una posición para vivir y entender la existencia del ser humano de una forma integral, incluyendo la dimensión espiritual, por lo que existen elementos comunes en todas ellas.
En las sociedades, a lo largo de la historia también han sido frecuentes las llamadas guerras de religión y las teocracias; es decir sociedades provistas de un gobierno cuya legitimidad descansa en un sistema de ideas religiosas. En ellas se atribuía un valor divino al soberano de la civilización, Mesopotamia, Egipto, Roma, Tíbet y el imperio Inca son significativos. En estos casos la ley es a la vez autoridad jurídica y religiosa. Un ejemplo contemporáneo que sobrevive es el Reino Unido, en donde la reina es «gobernadora suprema» de la Iglesia anglicana los territorios de Inglaterra y Gales, en donde aprueba el nombramiento de obispos dentro de dichos territorios.
En el siglo XX, Talcott Parsons deja constancia de la relación entre la religión y la sociedad, incluida la «cibernética»: genera valores, modifica las normas, influye en los roles sociales, y da una guía para los sistemas de la sociedad, de la personalidad y del comportamiento. Su sistema es considerado como una nueva aplicación de teorías evolucionistas a la religión. De ahí que uno de sus alumnos, Robert Bellah haya publicado Evolución religiosa.
La religión ha sido para algunas sociedades un símbolo de su identidad. Del mismo modo, la religión aparece como pieza fundamental en la ordenación moral de las sociedades y actuando de manera influyente en su orden legislativo. Esta relación puede ser vista como beneficiosa o perjudicial según como ha evolucionado esa acomodación.

### Antropología cultural
Normalmente la antropología cultural ha dirigido su atención al estudio de las manifestaciones religiosas en las sociedades que no conocen la escritura fijándose sobre todo en sus creencias y prácticas. Esta disciplina parte de distintos fundamentos al afrontar la religión. Por un lado, la teoría de los «hechos sociales» de Durkheim; por otro, los «tipos ideales» de Max Weber pero también las investigaciones sea de freudianos sea del marxismo acerca de las expresiones de la religiosidad. Los aspectos más representativos del estudio antropológico son los que tienen por objeto dilucidar las relaciones de la religión con los demás aspectos de la vida cultural: las leyes, la política, la economía, la ética. Sin embargo, no se ha logrado un consenso en relación con el método: el problema resulta complejo ya que un método explicativo implica un cierto grado de objetividad, y se contesta la posibilidad de que un estudioso no tenga preconceptos en relación con la religión, y un método interpretativo permite diversos acercamientos y respuestas. De cualquier forma, el primer paso consiste en agrupar y enumerar los varios usos y prácticas religiosas para luego buscar semejanzas o posibles orígenes comunes. En el año 1980, James Peacock y Thomas Kirsch publican un libro que intenta una vía intermedia para explicar desde la antropología el desarrollo de roles distintos en las religiones.
Después de esta publicación, los estudios se han ido centrando en tratar de determinar el origen de la religión. Así, ya desde 1965 Evans-Pritchard publican el libro Teorías acerca de la religión primitiva, que es una suerte de recolección de las interpretaciones y teorías que se han dado acerca del origen de la religión en las culturas humanas desde una perspectiva evolucionista. Las variantes propuestas son muchas: la magia, el totemismo, el politeísmo, el fetichismo, el animismo, etc.: sin embargo, Evans-Pritchard subraya la dificultad de demostrar que algunas de estas manifestaciones —que se presentarían como origen de la religión o la «primera» religión— sea aislable e independiente de otras manifestaciones cronológicamente contemporáneas. Las críticas y disputas se dieron especialmente ante los esquemas darwinistas que sugerían el paso del mito a la magia y de esta a la religión. Este tema del origen de la religión y el problema de las diferencias entre las religiones es el objetivo temático de la antropología cultural en el siglo XXI ya que ha abandonado su interés inicial por elaborar una especie de catálogo de todas las religiones y sus manifestaciones y prácticas.

### Definición crítica en clave antropológica
Según Anthony F. C. Wallace y Olivier Herrenschmidt, la religión es una actividad social que pone de manifiesto la existencia de creencias en seres o realidades sobrenaturales, esta actividad se declara mediante prácticas rituales que tienen como objetivo establecer relaciones entre los participantes y esas fuerzas sagradas. Las creencias tienen como objeto de su fe potencias o seres divinos y trascendentes, y las prácticas rituales que sustantivan esta relación son radicalmente diferentes de otros comportamientos sociales: son estrictamente formales (estilizadas, repetitivas y estereotipadas), y a diferencia de una representación, los participantes se lo toman con la plena seriedad de tener la creencia de estar haciendo algo performativo.
Bronislaw Malinowski advierte que no hay que confundir la religión con la magia. Desde la cultura del hombre primitivo, religión y magia ya tenían funciones diferentes: la magia es práctica, técnica, de creencia sencilla, primordial, medio para un fin, en manos de especialistas con oscuras iniciaciones y con resultados inmediatos, mientras que la religión no muestra una utilidad directa ni se aprehende con conjuros, el mundo sobrenatural a que hace referencia es complejo e integra la vida futura en una cosmogonía teleológica, es un fin moral en sí, es un asunto de todos y se concelebra en comunidad y su función última apunta a establecer, fijar e intensificar actitudes que cohesionen a la sociedad. Igualmente propone huir de ciertas trampas que una visión euro o cristianocéntrica puede provocar, renunciando a asignar a la religión ideas como: solo los hombres, y no los animales, tienen alma; existe una separación absoluta entre lo profano y lo sagrado, el monoteísmo es el modelo o meta, siendo el politeísmo residual, y también sugieren alejarse, finalmente, de una cierta fenomenología de la religión, que pretende que las religiones no son sino el fenómeno de una esencia incognoscible.
Dada la universalidad de su expresión, no se puede hablar de religión, sino de religiones, con una concreción histórica definida. Esta existencia históricamente definida permite hablar de diferentes roles de la religión: desde aquel que permitió al hombre primitivo adaptarse a la aterradora realidad reflexiva que le enfrentó a su propia muerte hasta el de ser herramienta de control social o de creación de comunidad social, o el de actuar como una herramienta de ecología, en tanto que adaptación cultural en un entorno rudo o cambiante, o un instrumento de cambio social, ya si es de progreso como si es de regresión.
Cada una de estas funciones viene enmarcada en un discurso religioso, un discurso que establece una relación entre el conocimiento incorporado al discurso y el poder de la posesión de dicho conocimiento. Este discurso mantiene una relación de dependencia con la organización social donde se desarrolla, de tal manera que determinados tipos de sociedad tenderán a generar un tipo de religión, el discurso de la cual, en su sentido axiológico y pedagógico, querrá instaurar intencionadamente un determinado sentido de la existencia y de la realidad.
Finalmente hay que tener en cuenta la existencia de dos formas de entender la relación religiosa con el objeto de culto: la mediata y la inmediata. La relación inmediata, menos atractiva para el antropólogo, está basada en la unión mística del creyente con la divinidad. La relación mediata, que es la base de la práctica colectiva y ordinaria, está basada en la existencia de un intermediario.

### Psicología de la religión
Surge junto con el estudio de las religiones comparadas y con el psicoanálisis. Su método va desde la medida con instrumentos propios de las ciencias exactas -como por ejemplo los estudios de laboratorio propios del siglo XIX- hasta la introspección.
Uno de los pioneros de la psicología de la religión fue Wilhelm Wundt que consideraba cuatro etapas de la historia de la conciencia. El elemento unificador de ellas es el combate de la persona por afirmarse en el mundo físico. Se trata de las siguientes: el ritual primitivo, el totemismo, los mitos sobre los héroes y dioses y el humanismo. Por otro lado, Oswald Külpe introdujo otros métodos para estudiar la religión tales como las entrevistas y los cuestionarios de datos autobiográficos. Así las dos tendencias de la psicología del siglo XIX —el estudio introspectivo por un lado y el análisis objetivo por otro— se entrelazan también al aplicarse a la religión.
En Estados Unidos la psicología nació como disciplina independiente. Stanley Hall creó un equipo de investigación que introdujo métodos empíricos para el estudio de la religión. En 1881 dio cursos sobre la relación entre la pubertad y la conversión religiosa y en el año 1904 fundó una revista llamada The American Journal of Religious Psychology and Education. Algunos de sus alumnos como James Leuba se dedicaron de por vida al estudio de la psicología de la religión.
En 1899, otro de sus alumnos, E. D. Starbuck publicó el primer tratado de psicología de la religión -The Psychology of Religion- que trataba las coincidencias en la descripción de la pubertad, de la dementia precox y la conversión religiosa. Fue una obra controvertida.
En el año 1902, William James publicó The varieties of religious experience donde centra su estudio en la unicidad de las experiencias morales y religiosas a partir de métodos de análisis introspectivo. En ese mismo período, Pierre Janet y Sigmund Freud iniciaron sus estudios a partir del subconsciente.
Freud consideraba todos los ritos y creencias religiosas como proyecciones inconscientes de los conflictos internos a la familia que afirman la posición del yo en la sociedad: así en el ámbito propio de las creencias religiosas y partiendo de ellas, tales conflictos podrían resolverse. La religión habría nacido del sentimiento de culpa por el asesinato de la figura del padre, culpabilidad que sería liberada a través del sacrificio religioso. Incluso cuando reconocía ventajas en la religión, buscó promover un mayor realismo y resignación dado que la religión contendría muchas fijaciones infantiles.
Uno de los alumnos de Freud, Carl Gustav Jung se ocupó también del tema religioso. Consideraba la religión como una manifestación de un nivel más profundo de la conciencia o al menos más profundo que el ámbito sexual sostenido por su maestro. A partir de sus estudios sobre la Alquimia, llegó a la conclusión que la religión podía ser también una forma de unir consciente con inconsciente en un «yo individuado» y confirmar así su teoría de los arquetipos.
Siguiendo esos pasos, otro discípulo de Freud, Eric Erikson, desarrolló más la teoría evolutiva de la conciencia que partiría de la creencia religiosa para unificarse.
Incluso cuando las aproximaciones que dependen de Freud y de Jung sean las más influyentes también se dieron en Europa algunas otras interpretaciones, como por ejemplo la que intentó fundar una psicología de la religión a partir de los instrumentos de la teoría del conocimiento de Kant (véanse por ejemplo, los trabajos de Richard Müller-Freienfels.
Los modernos desarrollos afirman a la psicología de la religión como un ámbito demasiado reciente de estudio, en donde buena parte de lo que se considera experiencia religiosa no puede ser admitido bajo criterios empíricos a la vez que se contrastan efectos beneficiosos y duraderos para el individuo, por lo que es una disciplina de creciente interés y actividad.

### Experiencias místicas

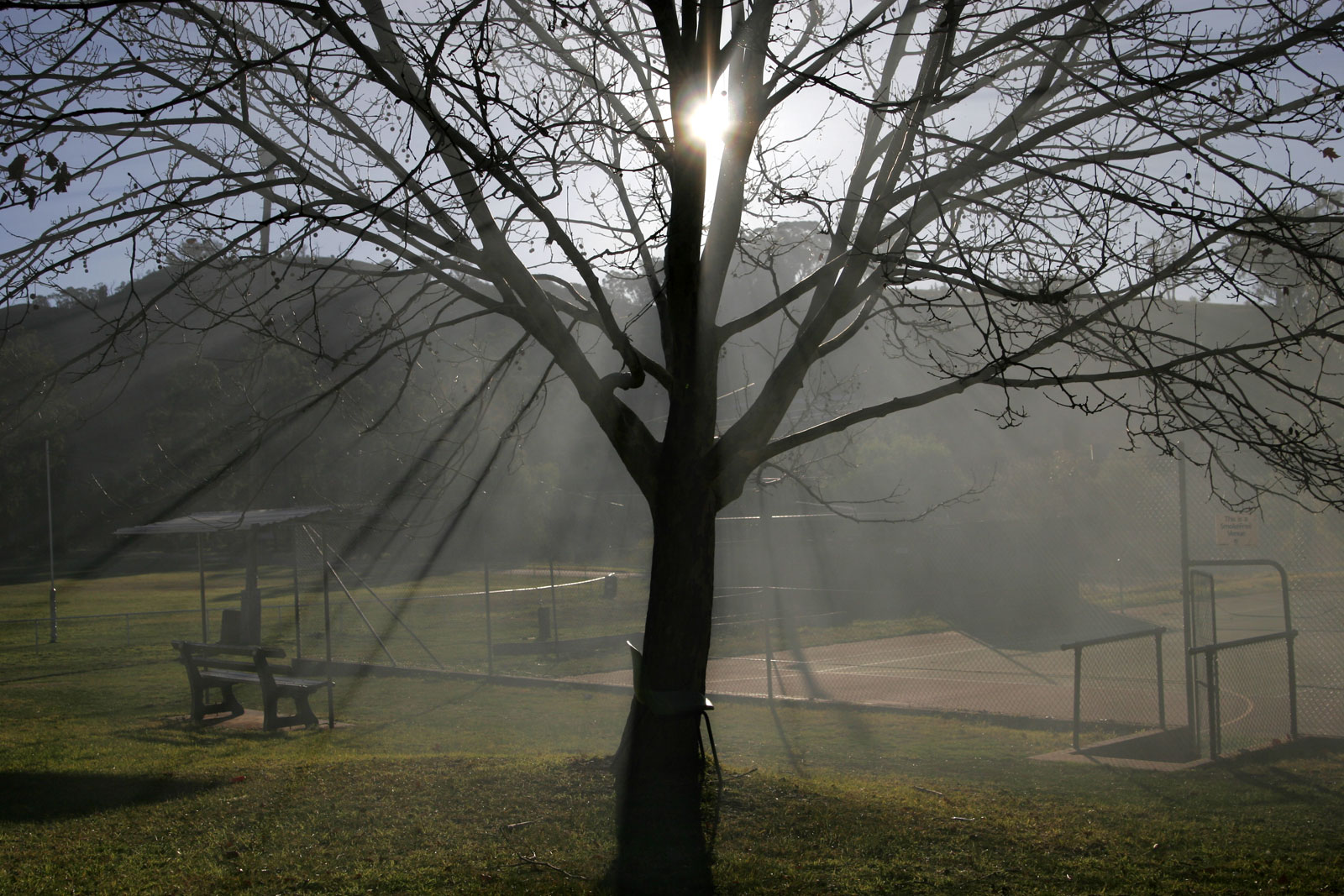
La luz, contrapuesta a la oscuridad, es un símbolo común a muchas religiones.

En las principales religiones encontramos lo que se suelen llamar experiencias místicas o trascendentes como una base fundacional de la experiencia religiosa. La mística se refiere a conseguir de manera experiencial la identidad, comunión o consciencia plena de la última realidad que presentan las religiones; ya sea una verdad, un estado de consciencia, o una o varias deidades. Las experiencias místicas no se atienen al razonamiento lógico y la comprensión intelectual. A un seguidor religioso que esté desarrollando esta faceta de su religión se le llama místico. En la mística por tanto prima la introspección respecto a la extraversión, y en ella se establece una relación de carácter más directo y personal entre el individuo y su religión. Históricamente en algunas religiones determinadas, la mística es la primera fuente de autoridad en las diversas interpretaciones. En las principales religiones se suelen distinguir escuelas, tradiciones o movimientos místicos.
Aunque en principio la mayoría de religiones son doctrinalmente facilitadoras de estas experiencias místicas, también a menudo las organizaciones religiosas no las han tolerado, considerándolas un contrapoder a la hora de interpretar los significados religiosos en sociedad. En el cristianismo, la Inquisición católica o algunas reformas protestantes persiguieron diferentes variantes del misticismo clasificándolas como herejías. En el islamismo, el sufismo ha experimentado dificultades tras la gran Reforma. El clero del budismo tibetano o japonés arrinconó doctrinalmente algunos enfoques contemplativos que no eran de su agrado debido a sus consecuencias sociales.
Entre los intelectuales occidentales, el misticismo ha tenido defensores y detractores dentro y fuera de las religiones. A partir del siglo XIX, la observación de la religión proveniente del materialismo histórico la considerará de manera crítica. Émile Durkheim la atribuye a una 'efervescencia colectiva' en el contexto social en el que tales experiencias se producen.
William James encabezará una interpretación psicológica que enmarcará a la experiencia mística de las religiones como parte de algo mucho más amplio y no exclusivo de ellas. A partir del siglo XX, con autores como Mircea Eliade se abre una nueva etapa más sosegada y científica para el estudio de las religiones y para la consideración de la mística. Actualmente, interpretaciones como las de Csikszentmihalyi hablan de teorías de un «estado de flujo» que puede aparecer en la mente humana realizando diversas actividades que exijan concentración, provocando determinado estado de felicidad. La exploración científica más moderna de los ámbitos de contemplación, éxtasis y meditación común a la mística de las distintas religiones arrojan conclusiones tan espectaculares como abiertas a la especulación, siendo este un terreno tan interesante como inexplorado para la ciencia.
En muchos casos, en las religiones de Asia oriental, la mística y la especulación filosófica no han sufrido tantas dificultades históricas, estando integradas en la práctica religiosa de sus seguidores. En la actualidad los teólogos del cristianismo están divididos, unos apuestan por dar más énfasis a la mística,
mientras otros abogan por separar la mística de la ciencia, diferenciando la experiencia de la fe de los hechos históricos.
En el islamismo, el sufismo gana adeptos con rapidez tanto en Europa como en los países islámicos.

## Filosofía de las religiones
El conocimiento religioso, según los seguidores de las religiones, puede ser obtenido de líderes religiosos, textos sagrados y/o la propia revelación personal. Algunos puntos de vista de las religiones observan este conocimiento como ilimitado en alcance y capaz de resolver cualquier pregunta, otras le otorgan un rol más restringido o acompañando al conocimiento obtenido mediante la observación de los fenómenos físicos. Algunas religiones otorgan al conocimiento religioso la característica de ser infalible.
Muchos textos religiosos cuentan con muchos siglos de antigüedad: el Poema de Gilgamesh, el Libro de los Muertos, el Rig-veda, la Biblia, el Majábharata (con el Bhagavad-guita), el Ramaiana, los Puranás, el Corán. Estos textos no solo han sido de interés dentro de las propias religiones sino también especialmente para la filosofía en la disciplina de la Filosofía de la religión. Esta estudia las diferentes concepciones teístas o no teístas, la cosmología de las religiones así como sus argumentos de diseño, el misticismo, el problema del mal, la epistemología y así un amplio espectro de asuntos que son tratados desde el aparato intelectual filosófico.
En el ámbito hispano existen escritores, filósofos y teólogos de renombre que se han ocupado de la filosofía de la religión. Entre ellos Ciro Alegría, Leonardo Boff, Jorge Luis Borges, Lluis Busquets i Grabulosa, Pedro Laín Entralgo, Benjamín Forcano, David Flusser, José Ortega y Gasset, Octavio Paz, Xabier Picaza, Margarita Pinto, Miguel de Unamuno, Miguel Sarmiento.

### Principales especulaciones filosóficas
En las religiones existen a menudo grandes desarrollos filosóficos cuya misión es aclarar o conciliar la doctrina religiosa con la razón humana. En las religiones teístas se conoce a este desarrollo como Teología. En Asia oriental, muchas veces, aunque los desarrollos filosóficos son grandes y variados, no existen como disciplina diferenciada dentro de la propia religión, filosofía y religión está entrelazada. En otras religiones no existe un aparato filosófico, en especial en las religiones tribales y chamánicas. Los desarrollos filosóficos de las religiones recogen los distintos aspectos de la doctrina religiosa o la verdad o deidad que las sustenta, y que son históricamente la explicación a las distintos puntos de vista dentro de cada religión.
- Panteísmo es un punto de vista filosófico en donde toda la realidad tiene una naturaleza divina, por lo que se rechaza la idea de una entidad sagrada o Dios que sea personal. Filósofos como Spinoza se adhirieron al panteísmo, identificando la Naturaleza como Dios. Religiones orientales como el sintoísmo japonés o el taoísmo chino tienen una enorme carga panteísta.
- Monismo es un punto de vista filosófico que subraya la unidad de todo lo que existe, afirmando unas leyes subyacentes que niegan las divisiones en ella. El monismo por tanto se distancia de observar un dualismo o pluralismo. Los orígenes del monismo remiten a los filósofos griegos como Tales de Mileto, Pitágoras, Parménides o Empédocles. El monismo fue una visión frecuente en filósofos neoplatónicos como Plotino, el filósofo más influyente en los primeros Padres de la Cristiandad[cita requerida]. El islamismo recoge una fuerte influencia también desde los griegos, y en el hinduismo es otro ingrediente importante en su enorme diversidad filosófica.
- Gnosticismo afirma una dualidad inherente en la manifestación de lo sagrado. Materia y espíritu, bien y mal así como otros conceptos, aparecen como opuestos que deben ser resueltos en el individuo dando primacía a una vía de conocimiento a menudo bastante experiencial. El gnosticismo ha tenido una fuerte influencia en los primeros desarrollos del cristianismo, y desde la perspectiva filosófica occidental es un enfoque presente en los desarrollos de las religiones orientales.
- Fundamentalismo afirma el carácter literal de las escrituras o relatos sagrados, negando por tanto sus significados más simbólicos o psicológicos. También es conocida como literalismo. Está muy circunscrito a las religiones teístas y actualmente es popular en varios movimientos protestantes de Estados Unidos. La visión fundamentalista del teísmo supone en muchas ocasiones una negación radical de las verdades científicas. Una de las derivaciones del enfoque fundamentalista es el Creacionismo, que niega la evolución de las especies y las teorías científicas sobre el origen del universo, al afirmar que el relato bíblico de la creación del mundo es literalmente auténtico.
- No teísmo afirma la inexistencia de deidades o bien las admite pero les niega un papel directamente activo en la liberación del individuo. El no teísmo, también denominado ateísmo, existe en el budismo y el taoísmo. En algunas variantes del budismo existe el culto a deidades si bien tienen un papel psicológico, ritual o simbólico, pero en todo caso siempre provisional. El taoísmo observa dos variantes unidas pero bien diferenciadas: la filosófica y la más contemplativa o de meditación. En este último, las deidades de la religión tradicional china han sido absorbidas como elementos simbólicos para prácticas de carácter psicofísico.
- Determinismo es una doctrina filosófica que afirma que todo acontecimiento, incluyendo el pensamiento humano y las acciones, están predeterminadas por una cadena de causa y consecuencia. En las religiones esta postura filosófica se enmarca dentro de la doctrina de la Predestinación. Este punto de vista asume que una deidad que sea omnipotente o una ley absoluta no puede dejar nada al azar. La doctrina de la predestinación fue importante en el protestantismo cristiano, especialmente en el movimiento Calvinista. En las religiones orientales como el hinduismo o el budismo, existe la doctrina del karma que asume una ley universal de causa y efecto. Pero el karma depende de la intencionalidad de los seres conscientes; las consecuencias son causadas por decisiones de estos, lo cual no implica una predeterminación o destino. Por medio de la creencia en la reencarnación, la creencia en la predestinación es muy alta en el hinduismo. En el budismo está también difundida a nivel popular, si bien doctrinalmente supone una distorsión del pensamiento de Buda.[59]
- Sincretismo supone la conciliación de puntos de vista distintos e incluso opuestos. En las religiones el sincretismo implica adoptar elementos de dos o más religiones. El sincretismo ritual y devocional es una constante en la evolución de las religiones a través de su historia cuando han contactado unas con otras, si bien esos elementos se van asimilando en el tiempo dentro de una sola religión. Actualmente se consideran religiones sincréticas varios cultos caribeños y americanos que mezclan catolicismo y prácticas e ideas de las religiones tribales. En oriente se realiza un sincretismo devocional a nivel popular, uniendo al taoísmo o al budismo con las prácticas ancestrales de culto a los antepasados. En Occidente el sincretismo está más presente por la creación de nuevas sectas que suelen diseñarse mezclando ideas y elementos de las grandes religiones.

### Razonamientos
La mayoría de religiones suelen tener una parte de conocimiento exotérico y otra esotérico.
- El lado exotérico de la religión se refiere a un conocimiento que es público, inteligible y accesible.
- El lado esotérico se refiere a aquella parte que es secreta o discreta, críptica, o a la que se accede por mecanismos jerárquicos de confianza entre sus miembros.

En casi todas las grandes religiones ambas facetas existen. Las religiones teístas suelen aludir al acceso al conocimiento esotérico como un don o bendición de la deidad hacia la persona. En el cristianismo por ejemplo, el concepto de Gracia se considera un don de Dios que entre otras cosas permite a la persona penetrar en significados más profundos. Similares ideas existen en la religión musulmana y judía.
En otras religiones, el conocimiento esotérico suele afirmarse como un mecanismo de transmisión oral, en ocasiones al margen de las escrituras sagradas o de aquellas que son públicas. El budismo tiene algunas variantes, especialmente aquellas provenientes del budismo tibetano, que son fuertemente esotéricas. El taoísmo tiene en su faceta contemplativa algunos complicados métodos psicofísicos con un fuerte componente esotérico y de iniciación.
Normalmente, en las propias religiones coexisten puntos de vista distintos que tienden a rechazar o afianzar el lado esotérico.

### Posturas en torno a la religión
En ocasiones es importante distinguir entre «religión» y «postura religiosa». Siendo la religión un sistema de creencias, preceptos, prácticas y rituales, una postura religiosa se refiere a la forma como un individuo se identifica frente a una o varias religiones. Por otro lado, existe la postura de quienes niegan el valor o la utilidad de las religiones, las niegan o las adecúan a sus propios planteamientos personales o de grupo. También se observan diferentes posturas religiosas en los enfoques de aplicación a la sociedad en temas como el laicismo o el diálogo interreligioso.
- Religiosas: afirma la pertenencia a alguna religión o credo.
  - Practicantes: asumen algún mensaje o contenido religioso e intentan ponerlo en práctica siguiendo prácticas, ritos o celebraciones.
  - No practicantes: asumen algún mensaje o contenido religioso pero no participan de prácticas, ritos o celebraciones.
- No religiosas: niegan explícitamente la pertenencia a alguna religión o credo, o están en desacuerdo con los contenidos de las religiones.
  - Ateos: (del griego a=sin teo=dios) sin dios. Ateo es quien vive ajeno a la consideración de alguna deidad que influya en la realidad. El término ateísmo se puede referir a dos actitudes distintas: la indiferencia por la existencia de divinidades o la no creencia en la posibilidad de su existencia.
    - apateístas: un ateísmo en el que se mantienen una postura de considerar que la posible existencia de deidades y la búsqueda de conocimiento al respecto no es importante, y que en consecuencia el debate al respecto debe ser ignorado. Según Étienne Borne, el apateísmo supone un ateísmo llevado a la práctica.

  - Agnósticos: postura que niega la posibilidad de conocer alguna verdad religiosa. El agnóstico afirma que no hay certeza para asegurar cuál de las diferentes verdades incompatibles que presentan las religiones es la verdadera. Ello no implica que carezcan necesariamente de interés por lo espiritual, sino que no realizan afirmaciones ni sostienen creencias específicas sobre la realidad en términos religiosos. Quienes mantienen la postura agnóstica pueden no ser necesariamente antirreligiosos y pueden ser respetuosos con todas las creencias.
  - Ignósticos: El ignosticismo o igteísmo es la posición respecto a la creencia de Dios, en que primero se cuestiona la definición de Dios. El ignóstico o igteísta se pregunta: ¿qué se entiende por Dios? Recién una vez que se conozca la respuesta se podrá comprobar si Dios existe o no existe.
- Fundamentalismo: el fundamentalismo se basa en la aplicación de un dogma o creencia de manera literal, sea religioso o de otro tipo, negando así el valor de otras explicaciones o la potencial ampliación de significados para cualquier certeza. El fundamentalismo elimina la posibilidad de coexistencia de interpretaciones diferentes de la realidad y la existencia, necesitando a menudo de su desaparición o eliminación para satisfacer un criterio único de verdad.
  - Fundamentalismo religioso: asume las explicaciones literales de los textos religiosos negando sus significados simbólicos, temporales o psicológicos. De manera general esto deriva en la negación y el deseo de eliminar otras explicaciones, ya vengan de otras posturas religiosas, de la ciencia o de la sociedad.
  - Fundamentalismo antirreligioso: asume las explicaciones literales de los textos no religiosos, negando sus significados temporales o ignorando la provisionalidad de las verdades científicas y sociales. De manera general deriva en la negación y el deseo de eliminar otras explicaciones, vengan desde posturas religiosas o desde visiones diferente de la propia ciencia que sean contrarias a la propia.
- Laicismo: la palabra viene del griego laikus (pueblo) en oposición a klerikus (clérigo). La palabra laico define por tanto a aquellos que no son clérigos, ya sea dentro de la organización religiosa como en toda la sociedad civil. El laicismo afirma la necesidad de una ordenación de la sociedad sin la participación directa de los clérigos y por lo tanto independiente de la influencia religiosa. La defensa del laicismo implica que deben ser los laicos quienes diseñen, ordenen y apliquen las leyes, usos y costumbres de una sociedad, dejando a los clérigos esa función solo para el ámbito de sus organizaciones religiosas. La libre práctica del laicismo está presente en la Antigua Grecia, cuya idiosincrasia fue la tolerancia religiosa. El laicismo supone una visión de la sociedad cuya defensa ha existido históricamente tanto dentro como fuera de las religiones. Del mismo modo, los ataques a esta postura han existido también desde dentro y fuera de las religiones. En el laicismo cohabitan diferentes visiones, desde aquellas que se muestran respetuosas con la existencia del hecho religioso hasta aquellas más fundamentalistas que lo reinterpretan como un vehículo para la erradicación de las religiones. Del mismo modo, en las religiones coexisten diferentes posturas que asumen al laicismo como algo beneficioso o no perjudicial, hasta aquellas que lo reinterpretan como un mal inevitable pero que puede ser reformulado para mantener grados de injerencia religiosa en el poder civil.
- Diálogo interreligioso: aunque históricamente las religiones del mundo han tenido contacto entre sí y conocimiento unas de otras, no será hasta el siglo XX cuando la humanidad establezca la necesidad pública de un canal de comunicación constante y activo en lo que se ha llamado diálogo interreligioso. Las principales religiones y sus líderes han efectuado en las últimas décadas llamamientos para aumentar este diálogo como vía para erradicar los fundamentalismos y contribuir a la paz en el mundo. Los encuentros de este tipo más famosos han sido los de Asís (Italia) teniendo como anfitriona a la iglesia católica y agrupando a las principales religiones del mundo, los de Getsemaní (Israel) realizados para un diálogo entre religiones occidentales y orientales, y recientemente el convocado por el islamismo de la mano del rey de Arabia Saudí, Abdullah Bin Abdelaziz, que por primera vez abre de manera explícita al islamismo a este tipo de encuentros.

## Religión y fertilidad
Andrés Salazar, profesor e investigador del Instituto de La Familia, es el coordinador del capítulo Colombia en la investigación internacional “Mapa Mundial de la Familia” (en inglés World Family Map). En el capítulo 2019, investigaron la relación de la fecundidad con la religión.
En los cinco países latinos en los que se hizo la encuesta, se encontró que los grupos de personas religiosas tienen más hijos que aquellos que ni practican ni están afiliados a una religión. La diferencia es cercana al 0.4; es decir, cuatro hijos más por cada diez personas. La principal conclusión es que las personas que están teniendo más hijos, son personas que están afiliadas a una religión. 
Se encontró que entre los grupos que tienen más hijos están las personas afiliadas al Islam, seguidos por los ortodoxos, mormones, otros cristianos e hindúes. En cuanto a los católicos y protestantes, se halló que el promedio en las tasas de fecundidad es un poco más bajo. Luego, se encuentran los que no están afiliados a una religión: hay dos grupos, los que se consideran espirituales, pero no de alguna religión (estos tienen más hijos) y los que dicen no serlo (es menor el promedio). Ambos grupos tienen menos hijos que los afiliados.
Hay autores que dicen que la religión puede influir en las actitudes y prácticas del matrimonio y, por lo tanto, en la fecundidad. Sin embargo, en Latinoamérica hay una baja nupcialidad, las tasas de matrimonio están entre el 20 % y 30 %, mientras que, en otros países, están en 60 % y 80 %. Esto podría explicar, en parte, la baja fecundidad en Latinoamérica (World Family Map, 2015).
Según Ferran Esteve, se puede observar en las conclusiones del estudio internacional en 19 países ‘¿Qué tienen que ver el matrimonio y la fecundidad con la economía’, elaborado por el Social Trends Institute (STI), que las familias coherentes con su religiosidad tienen más hijos que las no practicantes.
El estudio recuerda que el descenso de la fecundidad que se inició hace tiempo en Escandinavia, propagándose posteriormente al resto de Europa, “está fuertemente asociado a la difusión de valores seculares, el declive de la autoridad religiosa y el auge del individualismo”.
Esa revolución de los valores culturales tradicionales que se popularizó en la década de los sesenta llevó a un “cambio de actitud hacia el divorcio, la anticoncepción, el sexo, el tener hijos siendo solteros y la religión”.
Esas actitudes se difundieron rápidamente hacia el sur, “a través de España, Portugal, Italia y Grecia en los últimos años de la década de los setenta y a lo largo de los ochenta”, mientras las tasas de nupcialidad y de fecundidad iban cayendo, añade el estudio.
Como contraste, actualmente sigue dándose una “fuerte y creciente correlación entre los valores religiosos y las familias más numerosas que la media”, destaca el informe.
Un análisis de 53 países de todas las regiones del mundo, desde África a Oceanía, pasando por las Américas y desde la Europa central a la oriental, indica que los hombres y las mujeres que asisten a los oficios religiosos al menos una vez al mes o más tienen 0,5 más hijos de media que los que asisten con menos frecuencia o no lo hacen nunca.
En Francia, por ejemplo, las mujeres blancas practicantes aventajan en fecundidad media a las mujeres blancas no religiosas y, como el científico político Eric Kaufman señala, esta disparidad ha crecido a lo largo de los años, indica el estudio.
En España, las mujeres católicas practicantes tienen un número significativamente mayor de hijos que las católicas no practicantes, teniendo en cuenta los ingresos, el estado civil, la educación y otras constantes.
Este contraste se puede observar en el resto del mundo: las personas religiosas suelen tener un número de hijos considerablemente mayor que el resto de la población, concluyen los responsables del informe.

## Religiones en América Latina (Statista)

### Argentina
Católico/a 41.2%, Evangélico/a 5.5%, Testigo/a de Jehová 1.1%, Mormón/a 0.4%, Adventista 0.3%, Judío/a 0.1%, Otro 1.4%, Ninguna 31.3%, Ateo/a 1.6%, Agnóstico/a 0.6%, No sabe 11.5%, No responde 4.1% (2020 est.)

### Bolivia
Católico/a 64.7%, Evangélico/a 15.7%, Adventista 2.3%, Evangélico/a bautista 1.4%, Evangélico/a pentecostal 1.3%, Mormón/a 0.6%, Testigo/a de Jehová 0.4%, Protestante 0.3%, Evangélico/a metodista 0.1%, Otro 3.3%, Ninguna 5.9%, Ateo/a 1.1%, Agnóstico/a 0.6%, No sabe 0.8%, No responde 0.8% (2020 est.)

### Brasil
Católico/a 54.2%, Evangélico/a 20.5%, Evangélico/a pentecostal 3.7%, Protestante 0.8%, Testigo/a de Jehová 0.7%, Adventista 0.6%, Evangélico/a bautista 0.3%, Mormón/a 0.1%, Otro 2.8%, Ninguna 12.1%, Ateo/a 0.5%, Agnóstico/a 0.4%, No sabe 0.4%, No responde 0.5% (2020 est.)

### Chile
Católico/a 50.6%, Evangélico/a 8.4%, Mormón/a 0.7%, Adventista 0.2%, Testigo/a de Jehová, Evangélico/a bautista 0.1%, Protestante 0.1%, Ninguna 35.1%, Ateo/a 0.5%, Agnóstico/a 0.4%, No sabe 2.3%, No responde 1.5% (2020 est.)

### Colombia
Católico/a 68.9%, Evangélico/a 15.7%, Testigo/a de Jehová 0.7%, Evangélico/a pentecostal 0.7%, Adventista 0.2%, Judío/a 0.1%, Otro 10.3%, Ninguna 9.2%, Ateo/a 0.3%, Agnóstico/a 0.3%, No sabe 1.1%, No responde 0.6% (2020 est.)

### Costa Rica
Católico/a (oficial) 54.8%, Evangélico/a 25%, Testigo/a de Jehová 0.8%, Adventista 0.7%, Mormón/a 0.7%, Evangélico/a metodista 0.6%, Evangélico/a bautista 0.2%, Protestante 0.2%, Evangélica pentecostal 0.1%, Otro 0.1%, Ninguna 14.2%, Ateo/a 0.4%, Agnóstico/a 0.5%, No sabe 0.4%, No responde 0.4% (2020 est.)
nota: Costa Rica es oficialmente un Estado confesional.

### Cuba
Cristiano/a 60.7%, Agnóstico/a 17.3%, Ateo/a (oficial) 4.4%, Espiritista 17.2% Otro 0.4% (2023 est.)
nota: Cuba es oficialmente un Estado ateo.

### Ecuador
Católico/a 68.8%, Evangélico/a 10.6%, Evangélico/a pentecostal 3.7%, Adventista 1.2%, Testigo/a de Jehová 1%, Evangélico/a bautista 0.9%, Protestante 0.2%, Evangélico metodista 0.2%, Mormón/a 0.1%, Otro 0.4%, Ninguna 10.1%, Ateo/a 1.1%, Agnóstico/a 0.3%, No sabe 0.5%, No responde 0.5% (2020 est.)

### El Salvador
Católico/a 39.1%, Evangélico/a 36.9%, Testigo/a de Jehová 1.5%, Adventista 0.7%, Mormón 0.3%, Protestante 0.3%, Evangélico/a pentecostal 0.2%, Evangélico bautista 0.1%, Judío/a 0.1%, Evangélico metodista 0.1%, Ninguna 19.9%, Ateo/a 0.2%, No sabe 0.1%, No responde 0.2% (2020 est.)

### Guatemala
Católico/a 41.2%, Evangélico/a 41.3%, Mormón/a 1.5%, Adventista 0.7%, Protestante 0.6%, Testigo/a de Jehová 0.4%, Evangélico metodista 0.2%, Otro 0.1%, Ninguna 13.3%, Ateo/a 0.3%, No sabe 0.2%, No responde 0.2% (2020 est.)

### Honduras
Católico/a 38.1%, Evangélico/a 37.6%, Evangélico/a pentecostal 2.6%, Evangélico/a bautista 1.9%, Testigo/a de Jehová 0.9%, Mormón/a 0.9%, Protestante 0.4%, Adventista 0.3%, Evangélico metodista 0.2%, Judío/a 0.1%, Ninguna 16.2%, Ateo/a 0.2%, No sabe 0.2%, No responde 0.4% (2020 est.)

### México
Católico/a 72.1%, Evangélico/a 2.5%, Testigo/a de Jehová 1.7%, Evangélico/a pentecostal 1.3%, Evangélico/a bautista 0.8%, Adventista 0.4%, Mormón/a 0.2%, Ninguna 13.3%, No sabe 1.8%, No responde 0.9%, Ateo/a 0.9%, Agnóstico/a 0.1%, Otro 1.4% (2020 est.)

### Nicaragua
Católico/a 44.9%, Evangélico/a 34.2%, Evangélico/a pentecostal 3.4%, Testigo/a de Jehová 0.6%, Mormón/a 0.6%, Evangélico bautista 0.6%, Adventista 0.5%, Ninguna 13.7%, Ateo/a 0.3%, Agnóstico/a 0.1%, No responde 0.2% (2020 est.)

### Panamá
Católico/a 52.6%, Evangélico/a 25.4%, Adventista 3.2%, Testigo/a de Jehová 1.1%, Evangélico/a bautista 0.7%, Protestante 0.6%, Mormón/a 0.5%, Evangélico/a metodista 0.2%, Evangélico/a pentecostal 0.1%, Otro 1.3%, Ninguna 13.1%, Ateo/a 0.4%, Agnóstico/a 0.3%, No sabe 0.2% (2020 est.)

### Paraguay
Católico/a 84.3%, Evangélico/a 6.6%, Evangélico/a bautista 0.3%, Mormón/a 0.2%, Adventista 0.1%, Protestante 0.1%, Ninguna 6.6%, Ateo/a 0.2%, No responde 0.8% (2020 est.)

### Perú
Católico/a 69.4%, Evangélico/a 17%, Adventista 1.4%, Testigo/a de Jehová 1.3%, Mormón/a 0.5%, Evangélico/a pentecostal 0.3%, Evangélico/a bautista 0.2%, Otro 0.5%, Ninguna 7.8%, Ateo/a 0.3%, Agnóstico/a 0.2%, No sabe 0.8%, No responde 0.4% (2020 est.)

### República Dominicana
Católico/a 52.5%, Evangélico/a 18.6%, Evangélico/a pentecostal 2.5%, Adventista 0.9%, Mormón/a 0.5%, Testigo/a de Jehová 0.4%, Protestante 0.4%, Evangélico/a metodista 0.2%, Evangélico/a bautista 0.1%, Otro 0.1%, Ninguna 21.6%, Ateo/a 0.4%, Agnóstico/a 0.1%, No sabe 0.5%, No responde 0.5% (2020 est.)

### Uruguay
Católico/a 32.4%, Evangélico/a 8.1%, Testigo/a de Jehová 0.8%, Mormón/a 0.4%, Protestante 0.4%, Adventista 0.3%, Otro 0.5%, Ninguna 39.6%, Ateo/a 8.8%, Agnóstico/a 1%, No sabe 0.6%, No responde 3.3% (2020 est.)

### Venezuela
Católico/a 63.6%, Evangélico/a 21.7%, Testigo/a de Jehová 1%, Adventista 0.3%, Judío/a 0.2%, Protestante 0.1%, Mormón/a 0.1%, Evangélico/a bautista 0.1%, Otro 0.3%, Ninguna 7.2%, Ateo/a 1.1%, No sabe 0.6%, No responde 0.2% (2020 est.)

## Identificación religiosa por país
A continuación los países por identificación religiosa y creencia según la empresa de investigación Ipsos. Las siguientes creencias se encuentran de acuerdo con las siguientes afirmaciones.
- Teísmo: "Creo en Dios tal y como se describe en las Sagradas Escrituras (por ejemplo, la Biblia, el Corán, la Torá, etc.)."
- Deísmo: "Creo en un poder o espíritu superior, pero no en Dios tal y como se describe en las Sagradas Escrituras."
- Agnosticismo: "No estoy seguro si creo en Dios o en un poder/espíritu superior."
- Ateísmo: "No creo en Dios ni en un poder superior o espíritu de ningún tipo."

### Brasil
Teísta 70%, Deísta 19%, Agnóstico/a 4%, Ateo/a 5% (2023 est.)

### Sudáfrica
Teísta 73%, Deísta 16%, Agnóstico/a 4%, Ateo/a 4% (2023 est.)

### Colombia
Teísta 63%, Deísta 23%, Agnóstico/a 3%, Ateo/a 6% (2023 est.)

### México
Teísta 60%, Deísta 25%, Agnóstico/a 4%, Ateo/a 4% (2023 est.)

### Perú
Teísta 65%, Deísta 19%, Agnóstico/a 3%, Ateo/a 4% (2023 est.)

### Turquía
Teísta 73%, Deísta 9%, Agnóstico/a 5%, Ateo/a 8% (2023 est.)

### India
Teísta 70%, Deísta 11%, Agnóstico/a 11%, Ateo/a 4% (2023 est.)

### Chile
Teísta 52%, Deísta 24%, Agnóstico/a 5%, Ateo/a 9% (2023 est.)

### Argentina
Teísta 53%, Deísta 23%, Agnóstico/a 8%, Ateo/a 7% (2023 est.)

### Estados Unidos
Teísta 51%, Deísta 22%, Agnóstico/a 10%, Ateo/a 12% (2023 est.)

### Singapur
Teísta 43%, Deísta 25%, Agnóstico/a 15%, Ateo/a 10% (2023 est.)

### Polonia
Teísta 52%, Deísta 12%, Agnóstico/a 15%, Ateo/a 10% (2023 est.)

### Canadá
Teísta 34%, Deísta 26%, Agnóstico/a 12%, Ateo/a 20% (2023 est.)

### Italia
Teísta 37%, Deísta 23%, Agnóstico/a 14%, Ateo/a 19% (2023 est.)

### Australia
Teísta 31%, Deísta 25%, Agnóstico/a 12%, Ateo/a 27% (2023 est.)

### Tailandia
Teísta 28%, Deísta 21%, Agnóstico/a 24%, Ateo/a 12% (2023 est.)

### Hungría
Teísta 20%, Deísta 27%, Agnóstico/a 14%, Ateo/a 25% (2023 est.)

### Alemania
Teísta 21%, Deísta 24%, Agnóstico/a 14%, Ateo/a 35% (2023 est.)

### España
Teísta 23%, Deísta 22%, Agnóstico/a 17%, Ateo/a 32% (2023 est.)

### Francia
Teísta 26%, Deísta 18%, Agnóstico/a 15%, Ateo/a 37% (2023 est.)

### Reino Unido
Teísta 27%, Deísta 16%, Agnóstico/a 16%, Ateo/a 39% (2023 est.)

### Bélgica
Teísta 18%, Deísta 24%, Agnóstico/a 15%, Ateo/a 39% (2023 est.)

### Suecia
Teísta 16%, Deísta 25%, Agnóstico/a 16%, Ateo/a 39% (2023 est.)

### PaísesBajos
Teísta 22%, Deísta 17%, Agnóstico/a 12%, Ateo/a 42% (2023 est.)

### Corea del Sur
Teísta 15%, Deísta 18%, Agnóstico/a 19%, Ateo/a 44% (2023 est.)

### Japón
Teísta 3%, Deísta 16%, Agnóstico/a 34%, Ateo/a 38% (2023 est.)

## Identificación religiosa por grupo demográfico
A continuación se muestran datos de un promedio de 26 países del mundo según la empresa de investigación Ipsos.

### Por género
Hombres: Teísta 39%, Deísta 21%, Agnóstico 12%, Ateo 23% (2023 est.)
Mujeres: Teísta 42%, Deísta 20%, Agnóstica 13%, Atea 18% (2023 est.)

### Por generación
Generación Z: Teísta 42%, Deísta 22%, Agnóstico/a 11%, Ateo/a 19% (2023 est.)
Generación Y: Teísta 43%, Deísta 20%, Agnóstico/a 11%, Ateo/a 20% (2023 est.)
Generación X: Teísta 41%, Deísta 19%, Agnóstico/a 12%, Ateo/a 21% (2023 est.)
Boomer: Teísta 35%, Deísta 20%, Agnóstico/a 15%, Ateo/a 23% (2023 est.)